# Tiratoio dell'Uccello
L'ex-Tiratoio dell'Uccello è un edificio storico del centro di Firenze, situato in piazza del Tiratoio, nel quartiere di Oltrarno, zona di San Frediano. Appartenne all'Arte della Lana e oggi ospita la caserma Sani della Polizia di Stato-Commissariato di Firenze Oltrarno.

## Storia

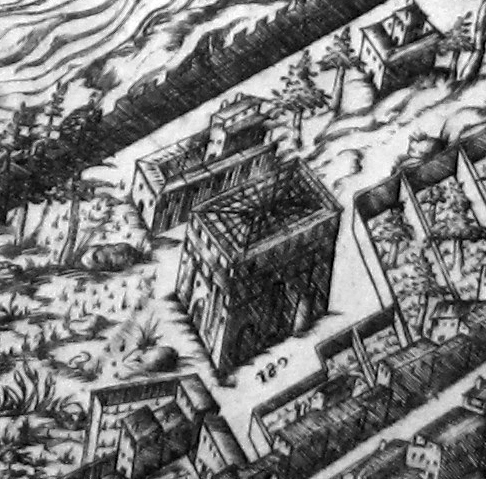
Il tiratoio nella pianta del Buonsignori (1584-1594)

La lavorazione del panni di lana, un tempo una delle più redditizie di Firenze, necessitava, tra i vari passaggi lavorativi, di una stesura al fresco in terrazze coperte e aerate, dove essi, opportunamente stesi e "tirati", asciugassero dopo le operazioni di coloritura e lavaggio. Per tali operazioni l'Arte della lana possedeva alcune grandi strutture apposite denominate appunto "tiratoi". A Firenze se ne sono contati cinque principali: quello delle Grazie, al cui posto oggi sorge la Camera di Commercio, quello della Pergola, quello degli Angeli in via Alfani, e quello dell'Uccello, l'unico edificio ancora esistente, detto anche tiratoio di San Frediano e situato in piazza del Tiratoio. Tra i minori, quello dell'Aquila.
Il nome derivava dalla colomba dello Spirito Santo che campeggia nello stemma del quartiere di Santo Spirito. Il suo fabbricato occupa un intero isolato e si compone attualmente di due edifici a tre piani che guardano a via Sant'Onofrio e a via del Tiratoio, collegati da due corpi trasversali interni e, lungo il vicolo del Tiratoio e l'omonima piazza, da muri segnati al centro da arcate tamponate. 
Il disegno delle facciate ripropone, semplificati, gli elementi propri dell'architettura fiorentina della seconda metà dell'Ottocento, con bugnato angolare, lesene, arcate, il tutto realizzato con elementi di scarso aggetto, al pari di un disegno in superficie. Il complesso è ciò che resta dell'ultimo tiratoio fiorentino, noto con la denominazione di tiratoio dell'Uccello, nella versione datane dall'architetto Pietro Berti a seguito della ricostruzione seguita da un incendio che, sviluppatosi la sera del 13 settembre 1874, aveva ridotto in cenere l'edificio antico, in buona parte costruito in legno e che, stando a un decimario dell'Arte della Lana era stato rinnovato attorno alla fine del XV secolo (ante 1498). 

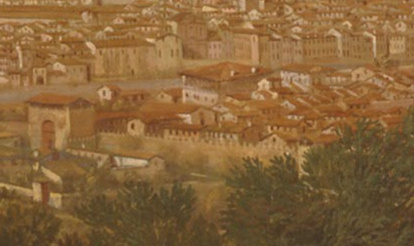
Il tiratoio nella Veduta di Firenze da Bellosguardo di Thomas Patch (1767)

Il nuovo tiratoio fu aperto al pubblico nell'aprile del 1879 e la parte inferiore dell'edificio affittata per usi industriali. Dell'antico reca chiara testimonianza sia la pianta di Stefano Buonsignori del 1584, mentre la situazione della struttura al 1767 è ben documentata dalla Veduta di Firenze da Bellosguardo di Thomas Patch (collezione dell'Ente Cassa di Risparmio di Firenze), dove il tiratoio si eleva significativamente al di sopra dei tetti delle case circostanti mostrando, oltre i livelli in muratura, una struttura realizzata con travi di legno. 
Sempre per quanto concerne le vicende dell'edificio nel Settecento (anche per giustificare la titolazione a Sant'Onofrio di una delle vie che perimetrano l'isolato) è da annotare come alcune stanze ai piani inferiori del tiratoio fossero state donate nel 1719 da Cosimo III all'ospizio di Sant'Onofrio dei Tintori, che le tenne fino al 1782: "in una di esse furono collocati i letti per lo spedale; altra fu destinata ai poveri per scaldarsi in inverno, e vi fu a bella posta fabbricato uno spazioso cammino, coll'onere per altro di comprarsi la legna; la terza stanza fu ridotta per le adunanze della università, mentre le tre stanze superiori furono assegnate per sua abitazione al custode dello spedale".
Al tempo dei Lorena fu trasformato in caserma, funzione che mantiene ancora oggi come sede del commissariato di Polizia di Firenze Oltrarno.